# Abd Allah ibn Suhayl
 (août 2025).
Abd Allāh ibn Suhayl (en (ar) عبد الله بن سهيل) est l’un des tout premiers compagnons du prophète Muḥammad. Issu d’une famille influente de La Mecque, il est le fils du célèbre orateur et diplomate Suhayl ibn ʿAmr, un des notables de la tribu des Quraychites, connu pour avoir négocié avec le Prophète lors du traité d'Houdaybiya. Il est également le frère de Abū Jandal ibn Suhayl, un autre compagnon ayant enduré de sévères persécutions à La Mecque en raison de sa foi.

## Biographie
Abd Allāh ibn Suhayl  né vers l’an 594 à La Mecque, est l’un des premiers compagnons du prophète Muḥammad. Il appartient à une famille mecquoise influente : son père est Suhayl ibn ʿAmr, un orateur renommé de la tribu des Quraych et figure centrale de la branche des Banū ʿĀmir. Sa mère se nomme Fākhita bint ʿĀmir ibn Nawfal, issue elle aussi d’une lignée noble de La Mecque.
Malgré son appartenance à une famille farouchement opposée à l’islam à ses débuts, ʿAbd Allāh embrasse la nouvelle religion en secret. Il participe à la bataille de Badr : alors que les musulmans étaient interdits d’émigrer, il parvient à rejoindre discrètement les rangs des musulmans en quittant les Quraychites juste avant le début de la bataille, changeant ainsi de camp au moment critique.
ʿAbd Allāh ibn Suhayl fait partie des Muhājirūn, les premiers musulmans ayant quitté La Mecque pour Médine, et il participe activement aux principales campagnes militaires de l'islam naissant.
Abd Allāh meurt lors de la Bataille de Yamāma à l’âge de 38 ans, en l’an 632 de notre ère. Son beau-frère, Abū Hudhayfa ibn ʿUtba, son neveu adoptif, Sālim Mawlā Abī Hudhayfa, ainsi que son cousin au second degré, Zayd ibn al-Khaṭṭāb, furent tous tués quelques instants après lui.